# Mas Llombard
El Mas Llombard és una masia al terme municipal de Sant Fost de Campsentelles (Vallès Oriental) inclosa a l'Inventari del Patrimoni Arquitectònic de Catalunya. L'edifici només conserva l'estructura de la vella masia, perquè tant l'interior com la façana han estat alterats. Es pot apreciar però, que antigament tenia estructura basilical. Tant la porta com les finestres de la planta baixa tenen els laterals de la llinda acabats com en un arc fistonejat.
Si bé el nom correcte en català hauria de ser "Mas Llombard", el nom oficial actualment es "Mas Llombart".
La masia a donat nom a una urbanització, dividida en dos sectors: Mas Llombart Nord Badalona) i Mas Llombart Sud, per la seva ubicació al Nord o al Sud de la carretera de Badalona, que fa de partió. La urbanització precedent s'anomenava "La Selva del Vallès", amb un restaurant del mateix nom, al costat de la Font Better.